# Що трапилося (книга)
Що трапилося (англ. What Happened) — мемуари американської політичної діячки Гілларі Клінтон про участь у президентських перегонах 2016 року у США. Мемуари видано 12 вересня 2017 року у видавництві Simon & Schuster. «Що трапилося» стала сьомою книжкою, яку написала Клінтон. У своїй книзі колишня держсекретарка США робить спробу пояснити свій програш на виборах.

## Створення
Вперше про написання нової книги Гілларі Клінтон було відомо у лютому 2017-го. Тоді вона позиціювалася як збірка коротких есеїв, зокрема й про минулі вибори. Кінцеву тематику книги було розкрито лише в липні того ж року. Після оголошення назви, мемуари стали об'єктом глузувань у мікроблозі Твіттер. Автор кількох книг про сім'ю Клінтонів, Едвард Кляйн, розповів, що Білл Клінтон, чоловік Гілларі, залишився незадоволеним її рукописом, що призвело до сварки подружжя. До того, як Гілларі відправила мемуари до друку, вона дала почитати їх Біллові. Клінтону не сподобалися як назва, так і вміст рукопису. Він попросив її відсунути випуск книги й переписати, але дружина до останнього стояла на своєму.

## Книжковий тур
28 серпня 2017 стало відомо, що з вересня по грудень Гілларі Клінтон буде перебувати у північноамериканському книжковому турі представляючи свої мемуари. Список заходів стосовно книжкового туру:
| Дата       | Місто           | Країна | Місце                                  | Час   | Автограф-сесія |
| ---------- | --------------- | ------ | -------------------------------------- | ----- | -------------- |
| 12.09.2017 | Нью-Йорк        | США    | Barnes & Noble/ Union Square           | 11:00 | Є              |
| 16.09.2017 | Брукфілд        | США    | Costco                                 | 12:00 | Є              |
| 18.09.2017 | Вашинґтон       | США    | Warner Theater with Politics & Prose   | 19:00 | Нема           |
| 26.09.2017 | Монтклейр       | США    | Watchung Booksellers                   | 18:00 | Є              |
| 27.09.2017 | Бруклін         | США    | Greenlight Bookstore                   | 18:00 | Є              |
| 28.09.2017 | Торонто         | Канада | Enercare Centre                        | 18:30 | Нема           |
| 28.09.2017 | Баффало         | США    | Larkin Square with Talking Leaves      | 12:30 | Є              |
| 03.10.2017 | Бровард (округ) | США    | Broward Center for the Performing Arts | 18:30 | Нема           |
| 06.10.2017 | Сан-Франциско   | США    | Books Inc. /Opera Plaza                | 12:00 | Є              |
| 09.10.2017 | Девіс           | США    | Jackson Hall                           | 19:30 | Нема           |
| 21.10.2017 | Міддлтаун       | США    | Wesleyan RJ Julia Bookstore            | 14:00 | Є              |
| 23.10.2017 | Монреаль        | Канада | Palais des congrès de Montréal         | 18:30 | Нема           |
| 24.10.2017 | Енн-Арбор       | США    | Hill Auditorium                        | 19:00 | Нема           |
| 30.10.2017 | Чикаґо          | США    | Auditorium Theater                     | 19:00 | Нема           |
| 01.11.2017 | Нью-Йорк        | США    | The Temple Emanu-El Streicker Center   | 19:30 | Нема           |
| 09.11.2017 | Мілвокі         | США    | Riverside Theater                      | 19:00 | Нема           |
| 13.11.2017 | Атланта         | США    | Fox Theater                            | 19:00 | Нема           |
| 17.11.2017 | Остін           | США    | Book People                            | 12:00 | Є              |
| 28.11.2017 | Бостон          | США    | Boston Opera House                     | 19:00 | Нема           |
| 30.11.2017 | Філадельфія     | США    | Kimmel Center Academy of Music         | 19:00 | Нема           |
| 05.12.2017 | Конкорд         | США    | Gibson's Bookstore                     | 13:00 | Є              |
| 07.12.2017 | Рінбек          | США    | Oblong Books & Music                   | 18:00 | Є              |
| 11.12.2017 | Денвер          | США    | Tattered Cover (Colfax)                | 13:00 | Є              |
| 11.12.2017 | Сієтл           | США    | Paramount Theater                      | 19:00 | Нема           |
| 12.12.2017 | Портленд        | США    | Arlene Schnitzer Concert Hall          | 19:00 | Нема           |
| 13.12.2017 | Ванкувер        | Канада | Vancouver Convention Center            | 11:30 | Нема           |

## Продаж
Паперова версія книги надійшла до продажу 12 вересня 2017 року й миттєво зайняла вершину бестселерів Barnes & Noble та Amazon.

## Критика
Рукопис викликав неоднозначні відгуки в ЗМІ.